# مریم کاویانی
مریم کاویانی (زادهٔ ۱ تیر ۱۳۴۹) بازیگر سینما و تلویزیون ایران است.

## زندگی‌نامه
مریم کاویانی ۱ تیر ۱۳۴۹ در اهواز به دنیا آمده است. پدر و مادر او مازندرانی و اهل بابل هستند. پدرش کارگر کارخانهٔ نیشکر و کاغذ پارس بوده و مادرش خانه‌دار است. کاویانی تحصیلات خود را در رشتهٔ پرستاری گذرانده و فعالیت هنری خود را در مقام بازیگر با فیلم رؤیای جوانی (۱۳۸۱) آغاز کرده است. او پیش از ورود به عرصهٔ بازیگری، علاقه و شناخت چندانی به سینما نداشته و به گفتهٔ خودش از میان بازیگران فقط هدیه تهرانی، محمدرضا فروتن و افسانه بایگان را می‌شناخته است. سال ۱۳۸۱ نادر مقدس کاویانی را در محل کارش، بیمارستان مهراد، می‌بیند و او را برای بازدید از پشت صحنهٔ فیلم رؤیای جوانی که در دست ساخت داشته دعوت می‌کند. کاویانی از سر کنجکاوی در پشت صحنهٔ این فیلم حاضر می‌شود. مقدس که معتقد بود کاویانی چهرهٔ خوبی برای بازیگری دارد، او را با مانتویی سفید روانهٔ جلوی دوربین می‌کند تا به عنوان نخستین تجربه، نقش کوتاه یک خانم دکتر را بازی کند.

## ازدواج
مریم کاویانی دو بار ازدواج کرده و از ازدواج اول خود یک پسر دارد که متولد ۱۳۷۶ است. او در ازدواج دومش سال ۱۳۹۷ با رامین مهمان‌پرست، سخنگوی پیشین وزارت امور خارجه و سفیر پیشین ایران در لهستان ازدواج کرد و در سال ۱۴۰۰ از او جدا شد.

## فیلم‌شناسی

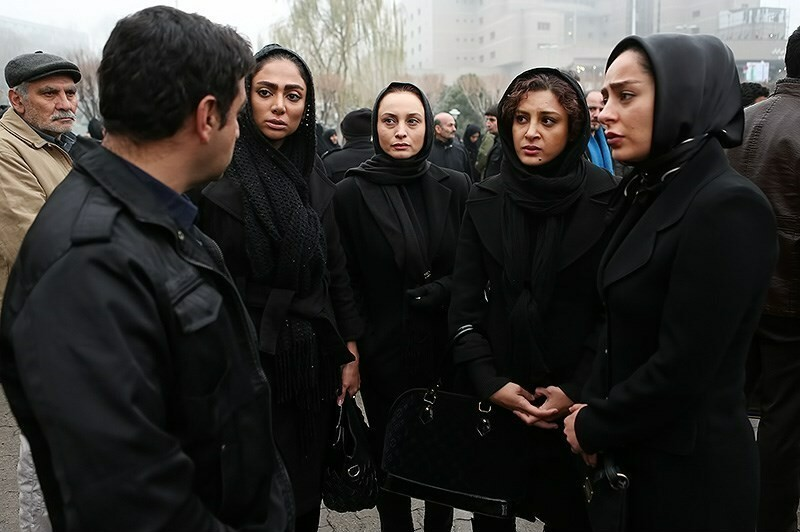
از راست سمانه پاکدل، حدیثه تهرانی و مریم کاویانی در مراسم ترحیم جان‌باختگان حادثه سریال معراجی‌ها

### سینمایی
| سال  | عنوان                   | کارگردان         |
| ---- | ----------------------- | ---------------- |
| ۱۳۸۱ | رؤیای جوانی             | نادر مقدس        |
| ۱۳۸۳ | تردست                   | محمدعلی سجادی    |
| ۱۳۸۳ | اسپاگتی در هشت دقیقه    | رامبد جوان       |
| ۱۳۸۴ | هوو                     | علیرضا داوودنژاد |
| ۱۳۸۵ | پایان راه               | افسانه منادی     |
| ۱۳۸۵ | ستایش                   | محمدرضا رحمانی   |
| ۱۳۸۵ | مخمصه                   | محمدعلی سجادی    |
| ۱۳۸۷ | بیداری                  | فرزاد مؤتمن      |
| ۱۳۸۷ | پوسته                   | مصطفی آل‌احمد     |
| ۱۳۸۷ | مانا                    | علیرضا رزازی‌فر   |
| ۱۳۸۷ | شیرین                   | عباس کیارستمی    |
| ۱۳۸۸ | زمهریر                  | علی روئین‌تن      |
| ۱۳۸۹ | اخراجی‌ها ۳              | مسعود ده‌نمکی     |
| ۱۳۸۹ | پایان‌نامه               | حامد کلاهداری    |
| ۱۳۹۰ | یکی برای همه            | محمد آهنگرانی    |
| ۱۳۹۱ | رسوایی                  | مسعود ده‌نمکی     |
| ۱۳۹۱ | دلتنگی‌های عاشقانه       | رضا اعظمیان      |
| ۱۳۹۲ | معراجی‌ها                | مسعود ده‌نمکی     |
| ۱۳۹۳ | شاید یک معجزه           | کرامت پورشهسواری |
| ۱۳۹۵ | قرارمون پارک شهر        | فلورا سام        |
| ۱۳۹۵ | یک کیلو و بیست و یک گرم | رحیم طوفان       |
| ۱۳۹۶ | شهر اردیبهشت            | مهرداد فلاحتگر   |

### مجموعه تلویزیونی
| سال  | نام سریال             | کارگردان                      | شبکه        | توضیحات                                                               |
| ---- | --------------------- | ----------------------------- | ----------- | --------------------------------------------------------------------- |
| ۱۳۸۴ | او یک فرشته بود       | علیرضا افخمی                  | شبکه ۲      | ۲۸ قسمت؛ پخش در ماه رمضان                                             |
| ۱۳۸۴ | راه شب                | داریوش فرهنگ                  | شبکه ۳      | ۲۶ قسمت                                                               |
| ۱۳۸۴ | پدرخوانده             | محمدرضا ورزی                  | شبکه ۱      | ۱۲ قسمت                                                               |
| ۱۳۸۵ | زیرزمین               | علیرضا افخمی                  | شبکه ۳      | ۳۰ قسمت؛ پخش در ماه رمضان                                             |
| ۱۳۸۵ | روز رفتن              | جواد افشار                    | شبکه تهران  | ۳۵ قسمت؛ پخش در ماه رمضان                                             |
| ۱۳۸۵ | به دنیا بگویید بایستد | محمدرضا آهنج                  | شبکه تهران  | ۱۶ قسمت                                                               |
| ۱۳۸۶ | روزگار قریب           | کیانوش عیاری                  | شبکه ۳      | ۳۶ قسمت                                                               |
| ۱۳۸۶ | شکرانه                | سعید سلطانی                   | شبکه تهران  | ۲۸ قسمت؛ پخش در ماه رمضان                                             |
| ۱۳۸۶ | خط شکن                | مسعود تکاور                   | شبکه تهران  | ۲۲ قسمت                                                               |
| ۱۳۸۷ | روزهای زیبا           | جواد افشار                    | شبکه تهران  | ۳۰ قسمت                                                               |
| ۱۳۸۸ | پنجمین خورشید         | علیرضا افخمی                  | شبکه ۳      | ۲۶ قسمت؛ پخش در ماه رمضان                                             |
| ۱۳۸۸ | دارا و ندار           | مسعود ده‌نمکی                  | شبکه تهران  | ۱۴ قسمت؛ پخش در ایام نوروز                                            |
| ۱۳۸۹ | تاوان                 | شهرام شاه‌حسینی                | شبکه ۳      | ۲۰ قسمت                                                               |
| ۱۳۸۹ | فاصله‌ها               | حسین سهیلی‌زاده                | شبکه ۳      | ۳۸ قسمت                                                               |
| ۱۳۸۹ | قسم                   | حسین تبریزی                   | شبکه ۳      | ۵ قسمت؛ پخش در شب‌های قدر                                              |
| ۱۳۹۰ | راه طولانی            | رضا کریمی                     | شبکه ۱      | ۲۶ قسمت                                                               |
| ۱۳۹۱ | ویلای من              | مهران مدیری                   | نمایش خانگی | ۴۰ قسمت                                                               |
| ۱۳۹۲ | معراجی‌ها              | مسعود ده‌نمکی                  | شبکه ۱      | ۳۰ قسمت                                                               |
| ۱۳۹۳ | مدینه                 | سیروس مقدم                    | شبکه ۳      | ۳۰ قسمت؛ پخش در ماه رمضان                                             |
| ۱۳۹۳ | زمستان گرم            | رسول صانعی                    | شبکه تهران  | ۱۰ قسمت                                                               |
| ۱۳۹۵ | در قصه‌ها زندگی می‌کنند | داوود بیدل                    | شبکه ۲      | ۱۲ قسمت                                                               |
| ۱۳۹۶ | محکومین               | سید جمال سیدحاتمی حسین قناعت  | شبکه ۱      | ۳۰ قسمت                                                               |
| ۱۳۹۷ | افسانه هزارپایان      | شهاب عباسی                    | شبکه نسیم   | ۱۵ قسمت                                                               |
| ۱۳۹۷ | بچه‌مهندس ۲            | علی غفاری                     | شبکه ۲      | ۳۲ قسمت                                                               |
| ۱۳۹۷ | مینی سریال شب         | محمود مقامی                   | نمایش خانگی | ۶ قسمت                                                                |
| ۱۳۹۸ | بوی باران             | محمود معظمی                   | شبکه ۱      | ۶۰ قسمت                                                               |
| ۱۴۰۱ | بی نشان               | راما قویدل                    | شبکه ۳      | ۳۴ قسمت                                                               |
| ۱۴۰۱ | راز ناتمام            | امین امانی                    | شبکه ۱      | ۲۴ قسمت                                                               |
| ۱۴۰۱ | آزادی مشروط           | مسعود ده‌نمکی                  | شبکه ۱      | ۵۲ قسمت                                                               |
| ۱۴۰۲ | عشق کوفی              | حسن آخوندپور                  | شبکه ۳      | ۱۵ قسمت؛ پخش در ماه محرم                                              |
| ۱۴۰۲ | رحیل                  | مسعود آب پرور رامین عباسی‌زاده | شبکه ۳      | ۴۰ قسمت (دو فصل)؛ پخش فصل اول در ماه صفر و پخش فصل دوم در ایام فاطمیه |
| ۱۴۰۳ | رخنه                  | علی غفاری                     | شبکه ۱      | ۳۲ قسمت                                                               |